# طالبان في قطر

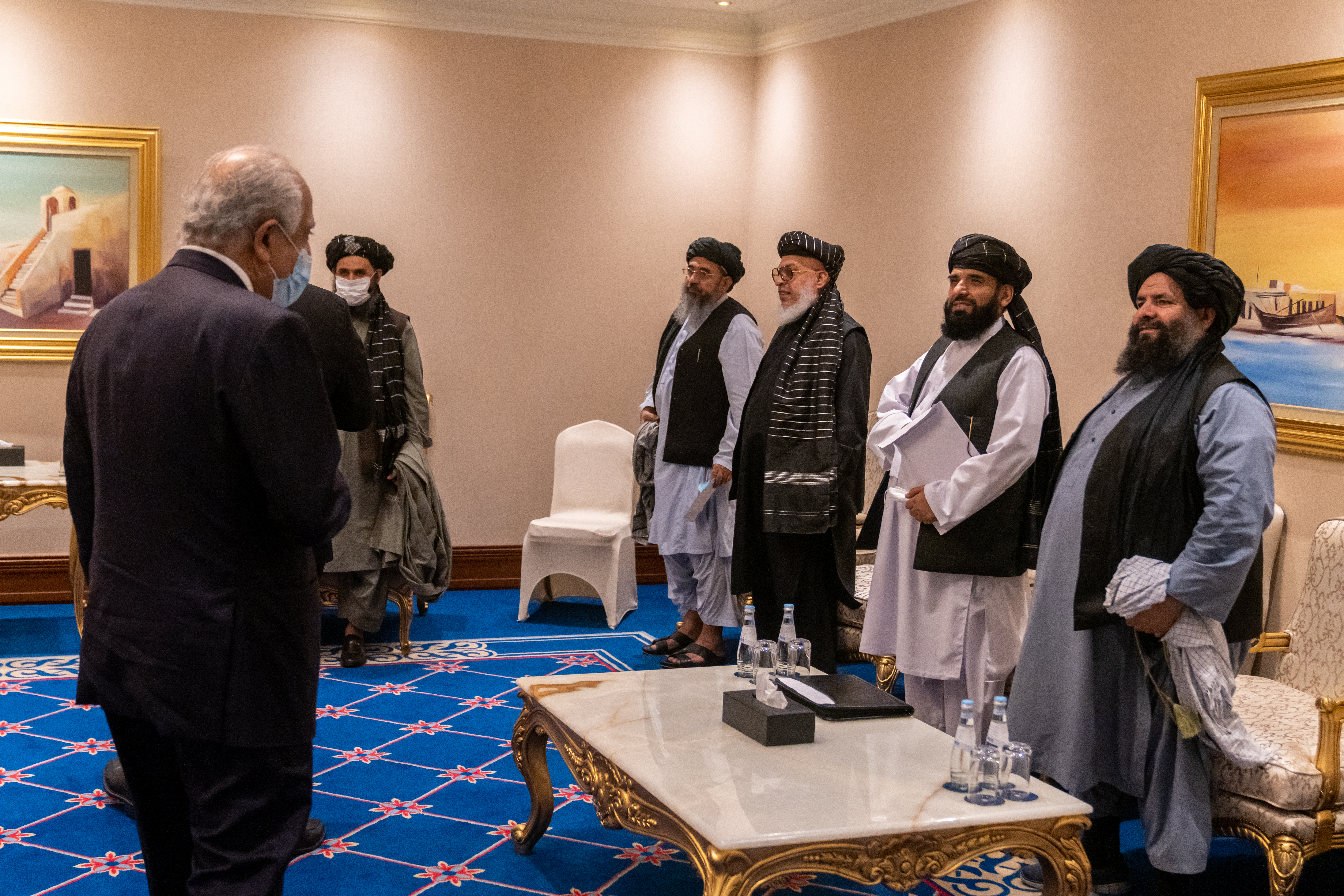
ممثل الولايات المتحدة زلماي خليل زاد (على اليسار) ووزير الخارجية مايك بومبيو يلتقيان بقادة طالبان عبد الغني برادار، عبد الحكيم حقاني، شير محمد عباس ستانيكزاي، سهيل شاهين في الدوحة بقطر في 21 نوفمبر 2020.

يُقيم عدد من كبار قادة حركة طالبان الأفغانية في الدوحة بقطر منذ أوائل عام 2010. كان الغرض الأساسي من التواجد هناك هو فتح مكتب من شأنه تسهيل المصالحة السياسية بين طالبان وحكومة أفغانستان والولايات المتحدة ودول أخرى. بعد افتتاح مبنى مكتب طالبان في عام 2013، عُلِّقت مفاوضات السلام بعد اعتراضات الحكومة الأفغانية على تقديم المكتب كسفارة لحكومة في المنفى. وبقي قادة طالبان في الدوحة بسماح من الحكومة القطرية، بشرط عدم استخدام المكتب في التعاملات العامة.
بعد سيطرة طالبان على أفغانستان في 17 أغسطس 2021، التقى غلبدين حكمتيار زعيم الحزب الإسلامي الموالي لطالبان بكل من حامد كرزاي رئيس أفغانستان السابق، وعبد الله عبد الله رئيس المجلس الأعلى للمصالحة الوطنية بهدف السعي في تشكيل حكومة مشتركة. وفي ذات الشهر عاد عبد الغني بردار رئيس المكتب والعديد من موظفي المكتب الآخرين إلى أفغانستان لمناقشة تشكيل حكومة جديدة. بينما بقى سهيل شاهين المتحدث باسم الحركة في الدوحة مع عدد قليل من القادة الآخرين.

## حوار الدوحة

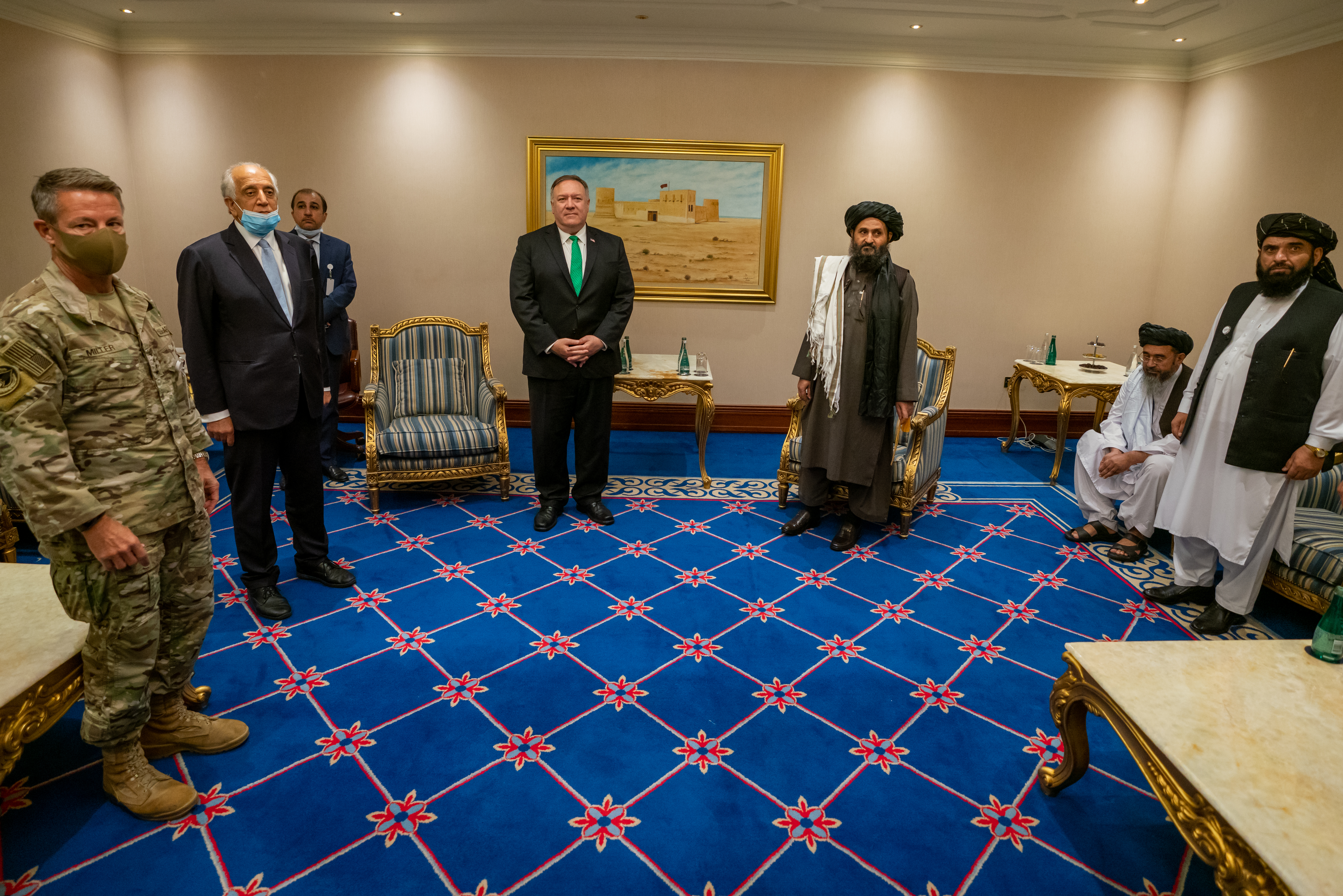
لقاء وزير الخارجية الأمريكي مايك بومبيو وزلماي خليل زاد مع مندوبي طالبان عبد الغني بارادار وعبد الحكيم حقاني وسهيل شاهين في الدوحة في 12 سبتمبر 2020.

في يناير 2016 شاركت حركة طالبان في قطر في حوار الدوحة بعنوان «السلام والأمن في أفغانستان» نظمته مؤتمر باجواش للعلوم والشؤون الدولية. وعُقد المؤتمر خارج محادثات المصالحة والسلام المتوقفة بين الولايات المتحدة وأفغانستان والصين وباكستان وطالبان، والتي كانت الأساس المنطقي وراء تأسيس مكتب طالبان في قطر. بينما حضر المؤتمر قادة بارزون من مكتب طالبان في قطر، وفقًا لبعض المصادر قاطعت السفارة والحكومة الأفغانية الحدث، بينما تقول مصادر أخرى إن طالبان رفضت التفاوض معهم وبالتالي تم استبعادهم. وفي المؤتمر وضع أعضاء من حركة طالبان العديد من الشروط لبدء عملية السلام في أفغانستان. وكان من بين مطالبهم: إطلاق سراح سجناء طالبان وشطب أعضاء بارزين من القائمة السوداء للأمم المتحدة.
في سياق حوار الدوحة وعد قادة طالبان في حالة استيفاء شروطهم باحترام حقوق المرأة وضمان التعليم الحديث للجميع بما في ذلك الفتيات. كما شددوا على أهمية التنمية الاقتصادية بالتعاون مع دول الجوار. لكن حركة طالبان أعربت عن عدم استعدادها للالتزام بالدستور الأفغاني أو قبول اسم «جمهورية أفغانستان الإسلامية». وأكدوا على عدم قبول الحركة للديمقراطية، رغم أنهم بدوا منفتحين على «اتفاقية تقاسم السلطة» بين طالبان والحكومة الأفغانية. وفي عام 2017 جادلت الولايات المتحدة بأن مكتب طالبان في قطر لم يفعل شيئًا لتعزيز السلام في أفغانستان وحثت قطر على إغلاقه. لكن في فبراير 2020 سهلت قطر إبرام اتفاق سلام بين الولايات المتحدة وطالبان. وبحسب الاتفاق ستقطع طالبان كل علاقاتها مع القاعدة وتبدأ مفاوضات السلام مع الحكومة الأفغانية. في المقابل ستبدأ الولايات المتحدة في سحب قواتها في غضون 14 شهرًا.